# Везенково
Везенково (болг. Везенково) — село в Болгарии. Находится в Бургасской области, входит в общину Сунгурларе. Население составляет 383 человека.

## Политическая ситуация
В местном кметстве Везенково, в состав которого входит Везенково, должность кмета (старосты) исполняет Дешка Рачева Божилова (независимый) по результатам выборов.
Кмет (мэр) общины Сунгурларе — Георги Стефанов Кенов (Движение за права и свободы (ДПС)) по результатам выборов.